# Tjørring
Tjørring er Hernings nordligste bydel med 6.098 indbyggere (2012).
Tjørring ligger nordvest for Herning centrum. Hovedforbindelsesåren er Holstebrovej, der bliver til Tjørring Hovedgade. Nord for Tjørring Hovedgade kommer vejen til at hedde Sindingvej.
Der ligger to kirker i Tjørring: Tjørring Kirke og den karakteristiske kirke, der hedder Baunekirken.